# Un nuevo día (álbum)
Un nuevo día es el nombre del segundo álbum de estudio del cantante, compositor y actor estadounidense Jencarlos Canela. Fue lanzado al mercado por Bulleyse Music el 21 de junio de 2011.

## Lista de canciones
| Un nuevo día |                                                 |                                               |          |  |
| N.º          | Título                                          | Escritor(es)                                  | Duración |  |
| 1.           | «Un nuevo día»                                  | Rudy Pérez                                    | 3:28     |  |
| 2.           | «Mi corazón insiste»                            | Rudy Pérez                                    | 3:54     |  |
| 3.           | «Una señal de amor»                             | Rudy Pérez                                    | 4:02     |  |
| 4.           | «Dónde estará mi gran amor»                     | Rudy Pérez                                    | 3:48     |  |
| 5.           | «Dos amigos»                                    | Roberto Livi, Rudy Pérez                      | 4:17     |  |
| 6.           | «Nos perdimos otra vez»                         | Roberto Livi, Rudy Pérez                      | 3:11     |  |
| 7.           | «Sólo quiero tu amor»                           | Jencarlos Canela, Chris Price, Rudy Pérez     | 3:18     |  |
| 8.           | «Baila, baila» (Pitbull, El Cata)               | Edward Bello, Jencarlos Canela, Armando Pérez | 3:41     |  |
| 9.           | «Llévame al cielo»                              | Jencarlos Canela                              | 3:41     |  |
| 10.          | «Si supieras cuando te amé»                     | Robbie Buchanan, Rudy Pérez                   | 3:56     |  |
| 11.          | «Aleluya»                                       | Leonard Cohen, Rudy Pérez                     | 5:53     |  |
| 12.          | «Baila, baila»                                  | Edward Bello, Jencarlos Canela, Armando Pérez | 3:16     |  |
| 13.          | «Dos amigos» (Versión bachata)                  | Roberto Livi, Rudy Pérez                      |          |  |
| 14.          | «All i need is your love (Sólo quiero tu amor)» | Jencarlos Canela, Chris Price, Rudy Pérez     | 3:18     |  |

- Datos: Q17632296